# Anna Karamanou
Anna Karamanou (Pyrgos, 3 maggio 1947) è una politica greca.

## La carriera politica
Membro del Movimento socialista panellenico, Karamunou è stata membro del Parlamento europeo dal 1997 al 2004.
Dal 2002 al 2004 ha presieduto la Commissione per i diritti della donna e l'uguaglianza di genere del Parlamento europeo. 